# Aragóniai nyelv
Az aragóniai vagy aragón nyelv (szintén fabla, saját elnevezése aragonés vagy luenga aragonesa) újlatin nyelv avagy nyelvjáráscsoport, amelyet a spanyolországi Aragónia autonóm közösségben az aragóniai Pireneusok néhány völgyében – főleg falvakban – még körülbelül több mint 25 000 beszélő használ, valamennyien kétnyelvűségben a kasztíliaival. A középkori Aragóniai Királyságban beszélt vulgáris latin nyelvjárások folytatása, amely a leóni és a kasztíliai mellett a harmadik nagy jelentőségű nyelvjárás volt. A hagyományos nyelvészet sokáig csak egy „spanyol nyelvjárásnak” tartotta, mára azonban elismert önálló nyelvnek számít.
Nem tévesztendő össze a navarroaragóniai nyelvvel, amely egy baszk-aragón keveredésű újlatin nyelv volt, de a 16. században kihalt.
Hispániának az araboktól való kasztíliai visszahódításával (Reconquista) az aragóniai és a leóni dialektusok erősen visszaszorultak. Az aragóniai több nyelvjárás formájában él, amelyek mintegy átmenetet alkotnak a spanyol és katalán, illetve okcitán nyelvek között. Az Ibériai-félsziget többi újlatin nyelvéhez képest megőrzött néhány archaikus vonást. Létezik egy mesterségesen kialakított sztenderd változata is, amelyet a nyelvet újratanulók munkáltak ki az élő nyelvjárások egységesítésének szándékával. 2006. július 15-én a nyelv szabályozására létrehozták az Academia de l’Aragonés nevű kulturális egyesületet, bár ez hivatalosan még nem elismert az aragóniai kormány által.

## Besorolása
Hagyományosan az aragóniait csak a spanyol egyik nyelvjárásának tartották (tartják), nyelvtörténetileg azonban elkülönül attól: épp olyan önálló újlatin dialektus, mint a kasztíliai. Hang- és alaktanilag a többi iberoromán nyelvvel mutat szoros kapcsolatot, átmenetet képezve a kasztíliai és a katalán, illetve az okcitán nyelv gascon dialektusa között; az Ethnologue ugyanakkor nem az iberoromán nyelvek közé, hanem – a mozarabbal együtt – a nyugati újlatin nyelvek önálló ágába sorolja.

## Jellegzetességek

### Hangtan
A kasztíliaihoz hasonlóan a latin nyílt e és o magánhangzók ue és ie diftongusokká váltak, például latin vet(u)la → arag. biella (kasztíliai vieja, katalán vella). Lekopott a szóvégi hangsúlytalan -e, illetve vele együtt a szótagkezdő mássalhangzó: latin grande → arag. gran (katalán gran, kasztíliai grande). Megőrizte a latin szókezdő f-et, például latin filiu → arag. fillo (katalán fill, de kasztíliai hijo), illetve szintén a szókezdő cl- és pl- kapcsolatokat. A vulgáris latinban már dzs-nek ejtett ge-, gi-, i+magánhangzó kapcsolatok az aragóniaiban cs-nek (írásban ch) felelnek meg: latin iuvenis → arag. choben (kasztíliai joven, katalán jove). A latin -ct-, -lt- kapcsolatokban a -c-, -l- részlegesen hasonult (palatalizálódott) és [jt] lett belőlük, mint a portugálban: például latin factu → arag. feito (portugál feito, katalán fet, viszont kasztíliai hecho). A latin [ks] (-x-) és -ps- hangokból [ʃ] (magyar s) lett (írásban x-szel jelölik), például latin coxu → arag. coixo (katalán coix, kasztíliai cojo). A latin szóközi -c’l-, -t’l- -li+magánhangzó- kapcsolatok jésített ll-nek [ʎ] felelnek meg: latin mulier → arag. mullé(r) (katalán muller, kasztíliai mujer, portugál mulher). A legarchaikusabb nyelvjárások megőrizték a latin szóközi zöngétlen zárhangokat: például saper (kasztíliai saber).
A hangsúlyrendszer ugyanakkor a kasztíliaihoz képest újítóbb – valószínűleg francia hatásra: a kasztíliaiban előforduló ún. harmadéles (az utolsó előttit megelőző szótagon hangsúlyos) szavak az aragóniaiban másodélessé váltak, vagyis az utolsó előtti szótagon hangsúlyozzák őket: mosica /mosíka/ (kasztíliai música /músika/) ’zene’, Mexico /meʃíko/(kasztíliai México /méxiko/) stb. A hangsúly tehát az utolsó előtti szótagra esik a magánhangzóra végződő szavakon, továbbá a magánhangzó + -s vagy -n végű szavakon, az összes többi esetben az utolsóra; ékezettel jelölik az magánhangzó + -s vagy -n végződésű véghangsúlyos szavakat.

### Nyelvtan
Nyelvtani rendszerében általánosságban nem tér el a többi nyugati újlatin nyelvtől, ezen belül is leginkább a katalán és okcitán nyelvekkel mutat egyezéseket. A határozott névelő nyelvjárástól, valamint a mondatban elfoglalt helyétől függően többféle alakot vehet fel: o/lo/ro, a/la/ra, l’, illetve többes számban os/los/ros, as/las/ras. A sztenderd aragóniaiban (l)o, (l)a, l’, (l)os, (l)as; az l-es alakot akkor használják, ha az előtte álló elöljáró magánhangzóra végződik, illetve ha a szó, amelyet megelőz, magánhangzóval kezdődik például o libro a ’könyv’, en os libros ’a könyvekben’, ta lo libro vagy t’o libro ’a könyvhöz’, a mía casa a házam, ta la mía casa ’a házamig’, l’aragonés ’az aragóniai’. A többes számot -s hozzáadásával képzik, az -s végű szavakhoz viszont -es járul: españols ’spanyolok’, aragoneses ’aragóniaiak’. A magánhangzót követő -t végződésű főnevek többes számban z-re végződnek: ziudat ’város’ → (ziudats >) ziudaz ’városok’. A kasztíliaival és a katalánnal ellentétben az imperfectum -ba ragja változatlan maradt a II. és III. igeragozáshoz tartozó alakoknál is: latin tenebat → arag. teniba (kasztíliai tenía, katalán tenia).

### Szókincs
A szókincs tekintetében az aragóniai sokszor inkább a katalánnal vagy az olasszal mutat egyezéseket, mintsem a kasztíliai spanyollal: például trobar (kasztíliai encontrar, olasz trovare) ’találni’, mancar (kasztíliai faltar, katalán és olasz mancar) ’hiányzik’ stb.; ellenben az is előfordul, hogy arab eredetű szót használ olyan jelentésben, ahol a kasztíliaiban latin áll: például zaguer, -a (kasztíliai último, -a) ’utolsó/legújabb’.

## Az aragóniai és a kasztíliai összehasonlítása
Az alábbi táblázatban az aragóniai és a kasztíliai közötti legfontosabb hang- és alaktani különbségek szerepelnek, példákkal szemléltetve.
| Aragóniai                                                        | Aragóniai             | Kasztíliai                                       | Kasztíliai                | Latin                          |
| jellemző                                                         | példák                | jellemző                                         | példák                    | Latin                          |
| ---------------------------------------------------------------- | --------------------- | ------------------------------------------------ | ------------------------- | ------------------------------ |
| A CL-, PL- csoportok zárhangjainak megőrzése                     | clamar, plegar        | A zárhangok elvesztése a leggyakoribb szavakban  | llamar, llegar            | < CLAMARE, (AP)PLICARE         |
| A szóközi zöngétlen zárhangok megőrzése bizonyos nyelvjárásokban | saper, clamato        | A zárhangok zöngésülése és gyengülése            | saber, llamado            | < SAPERE, CLAMATUS             |
| A palatális L [lj] megőrzése                                     | muller, viello        | A palatális L veláris [ch] réshanggá válása      | mujer, viejo              | < MULIER, VET(U)LUS            |
| A szókezdő F- megőrzése                                          | fillo, fuella         | A szókezdő F- hehezetté válása és eltűnése       | hijo, hoja                | < FILIUS, FOLIA                |
| A -CT-, -LT- csoportokból [jt] lett                              | feito, muito          | A -CT-, -LT- csoportokból [cs] lett              | hecho, mucho              | < FACTUS, MULTUS               |
| A GE-, GI-, J- [cs]-vé vált                                      | cheneral, chunio      | A GE-, GI-, J-nek [ch] felel meg                 | general, junio            | < GENERALIS, IUNIUS            |
| A szóvégi magánhangzó vagy az utolsó szótag elvesztése           | breu, castellán, gran | Az utolsó szótag megőrzése                       | breve, castellano, grande | < BREVIS, CASTELLANUS, GRANDIS |
| A mássalhangzóra végződő szavak többes száma -s                  | canzions, puen(t)s    | A mássalhangzóra végződő szavak többes száma -es | canciones, puentes        | < CANTIONES, PONTES            |
| A harmadéles szavak másodélessé válása                           | filosofo, medico      | A harmadéles szavak hangsúlyának megőrzése       | filósofo, médico          | < PHILÓSŎPHUS, MÉDĬCUS         |

## Nyelvi példa
Idézet az Emberi Jogok Egyetemes Nyilatkozatából

Toz os sers umans naixen libres e iguals en dinnidat y en dreitos. Adotatos de razón y conzienzia, han á apachar-sen fraternalmén(t) os uns con os altros.

Katalán megfelelője

Tots els éssers humans neixen lliures i iguals en dignitat i en drets. Són dotats de raó i de consciència, i els cal mantenir-se entre ells amb esperit de fraternitat.

Kasztíliai megfelelője

Todos los seres humanos nacen libres e iguales en dignidad y en derechos. Dotados de razón y de conciencia, deben comportarse fraternalmente los unos con los otros.

Magyar fordítás
„Minden emberi lény szabadon születik, és egyenlő méltósága és joga van. [Az emberek] Ésszel és lelkiismerettel bírván, egymással szemben testvériesen kell, hogy viselkedjenek.”